# 12460 Mando
12460 Mando è un asteroide della fascia principale. Scoperto nel 1997, presenta un'orbita caratterizzata da un semiasse maggiore pari a 2,2802661 UA e da un'eccentricità di 0,1600064, inclinata di 7,56334° rispetto all'eclittica.